# (400032) 2006 QU107
(400032) 2006 QU107 es un asteroide perteneciente al cinturón de asteroides, descubierto el 28 de agosto de 2006 por el equipo del Catalina Sky Survey desde el Catalina Sky Survey, Arizona, Estados Unidos.

## Designación y nombre
Designado provisionalmente como 2006 QU107.

## Características orbitales
2006 QU107 está situado a una distancia media del Sol de 2,600 ua, pudiendo alejarse hasta 3,098 ua y acercarse hasta 2,101 ua. Su excentricidad es 0,191 y la inclinación orbital 12,33 grados. Emplea 1531,43 días en completar una órbita alrededor del Sol.

## Características físicas
La magnitud absoluta de 2006 QU107 es 17,1.